# Arctosa nyembeensis
Arctosa nyembeensis là một loài nhện trong họ Lycosidae.
Loài này thuộc chi Arctosa. Arctosa nyembeensis được Embrik Strand miêu tả năm 1916.